# Shakhi-Zinda
Shakhi-Zinda är ett komplex av gravkammare från medeltiden beläget i Samarkand, Uzbekistan. Flera av gravarna är spektakulära och prydda med mycket vacker mosaik. Den allra heligaste gravkammaren består av ett antal svala rum och är belägen längst in i Shakhi-Zinda. Den tillhör Qusam ibn-Abbas, kusin till den muslimska profeten Muhammed.

## Galleri

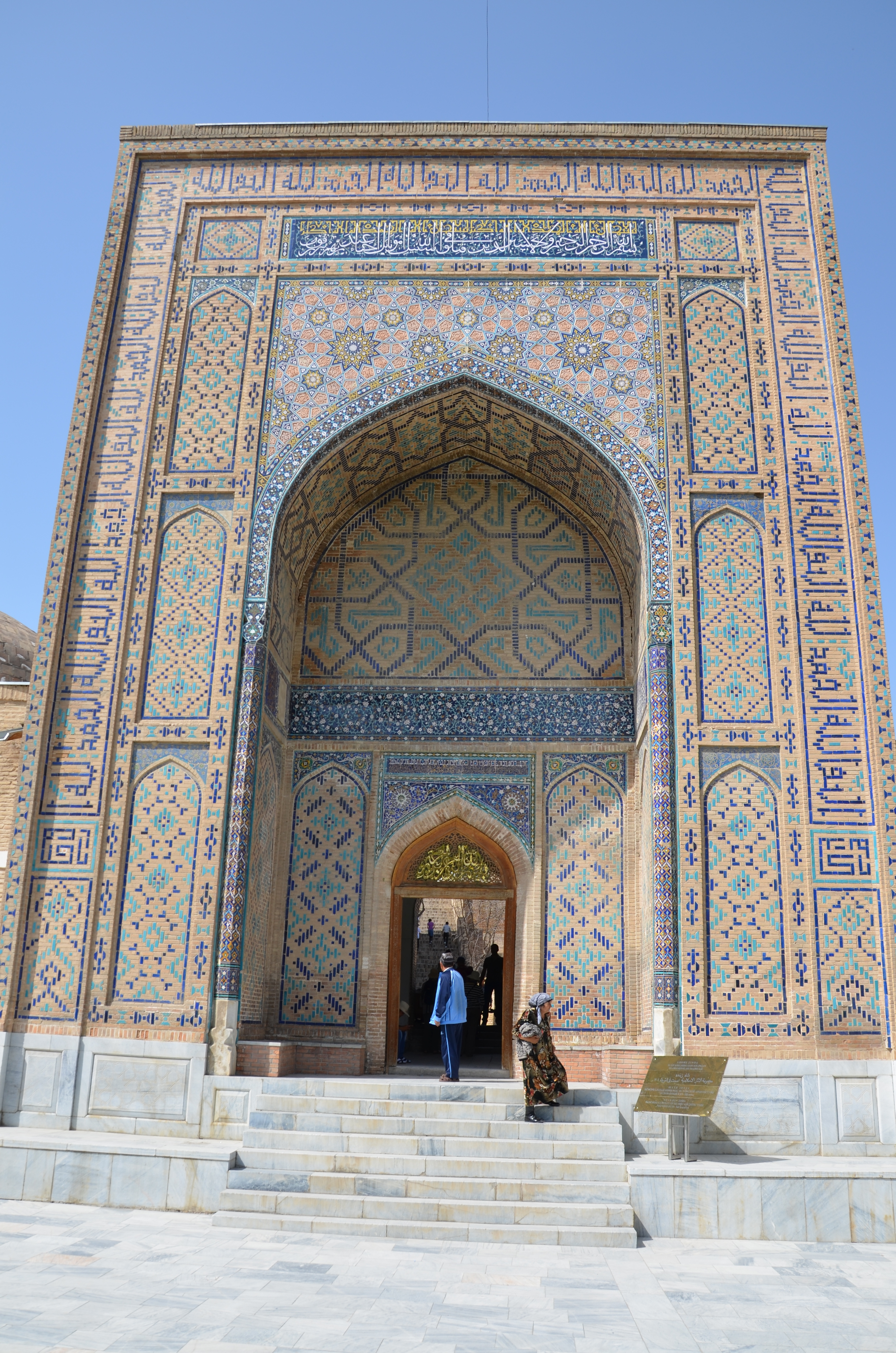
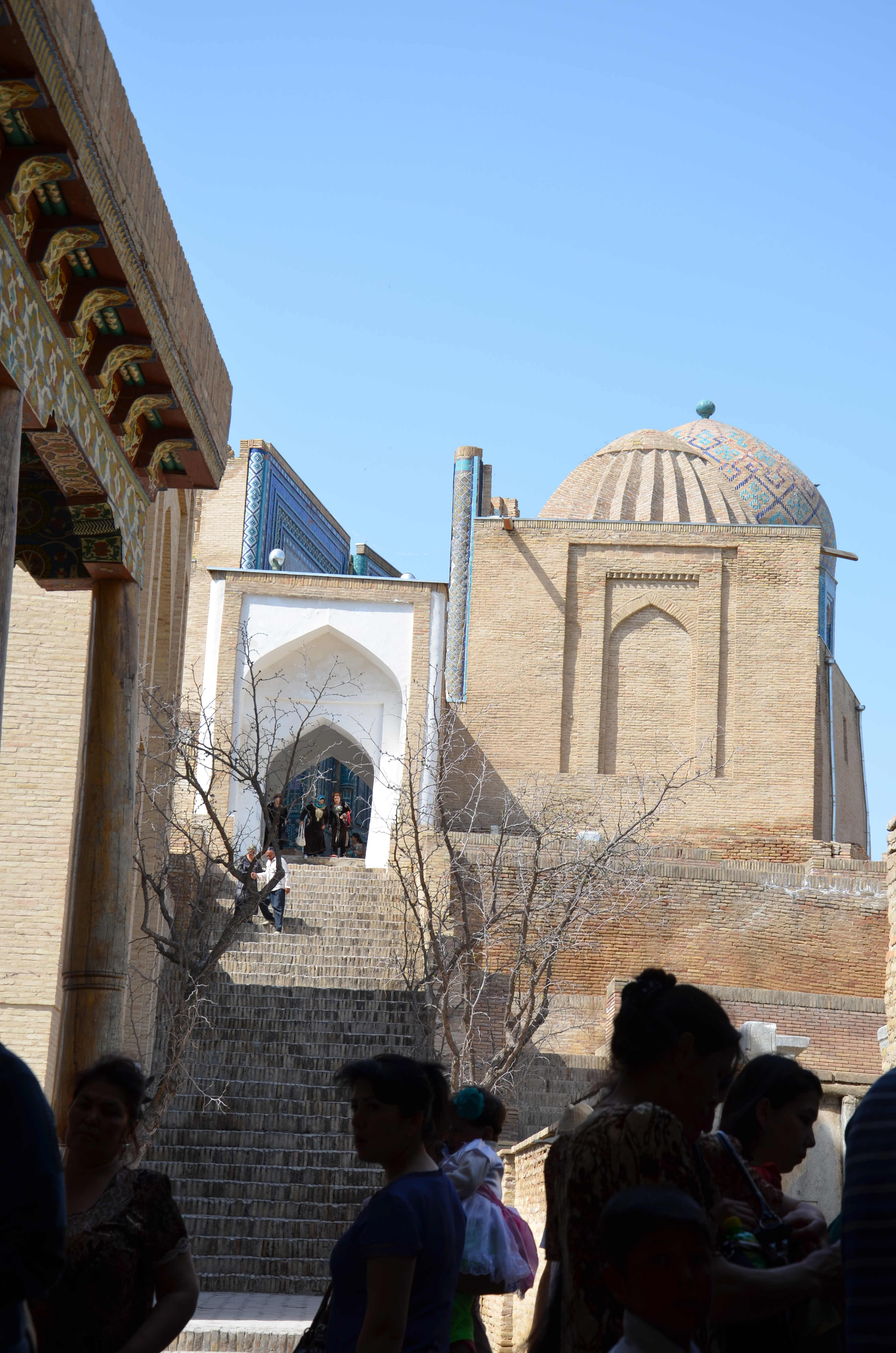
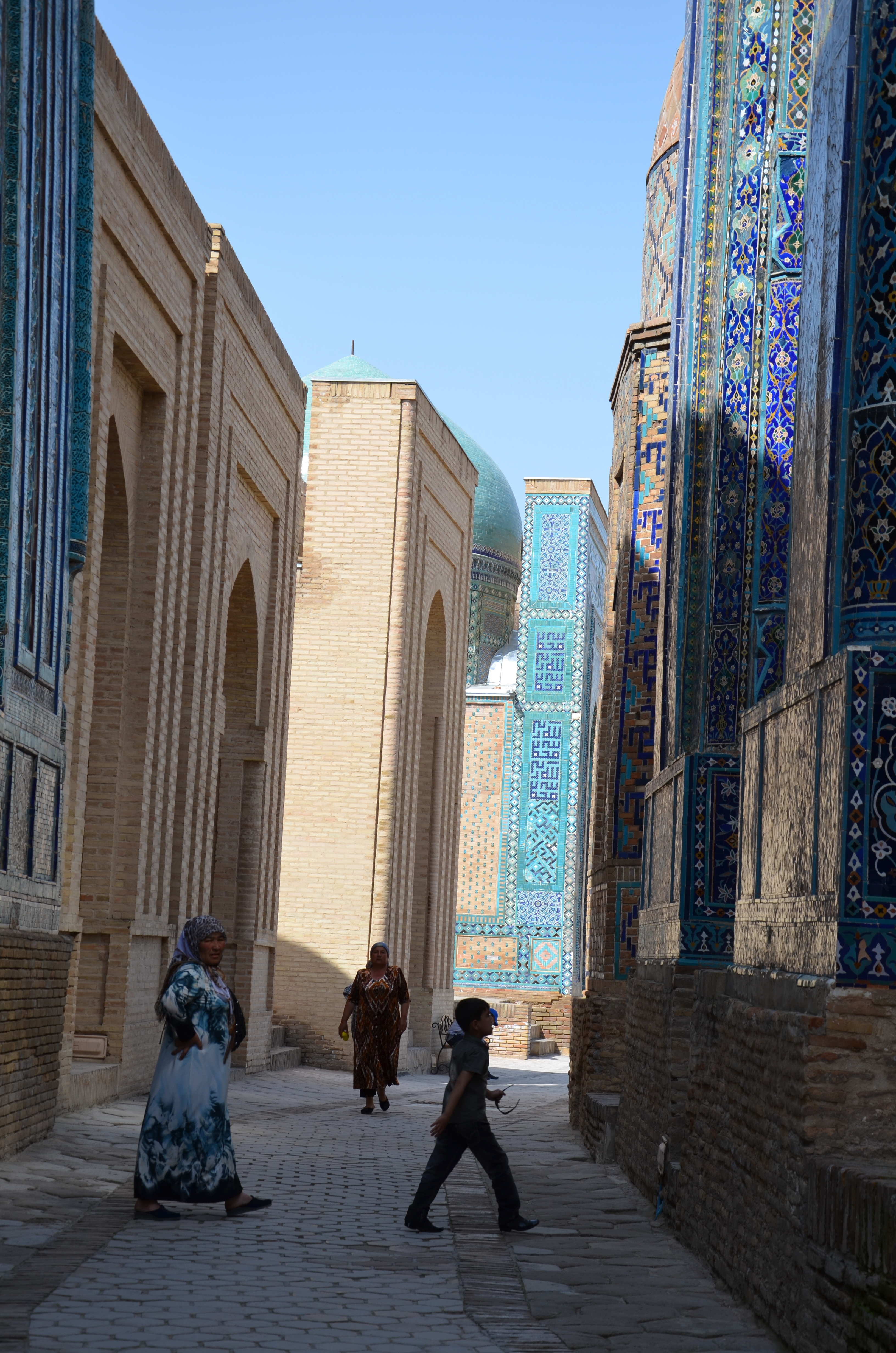
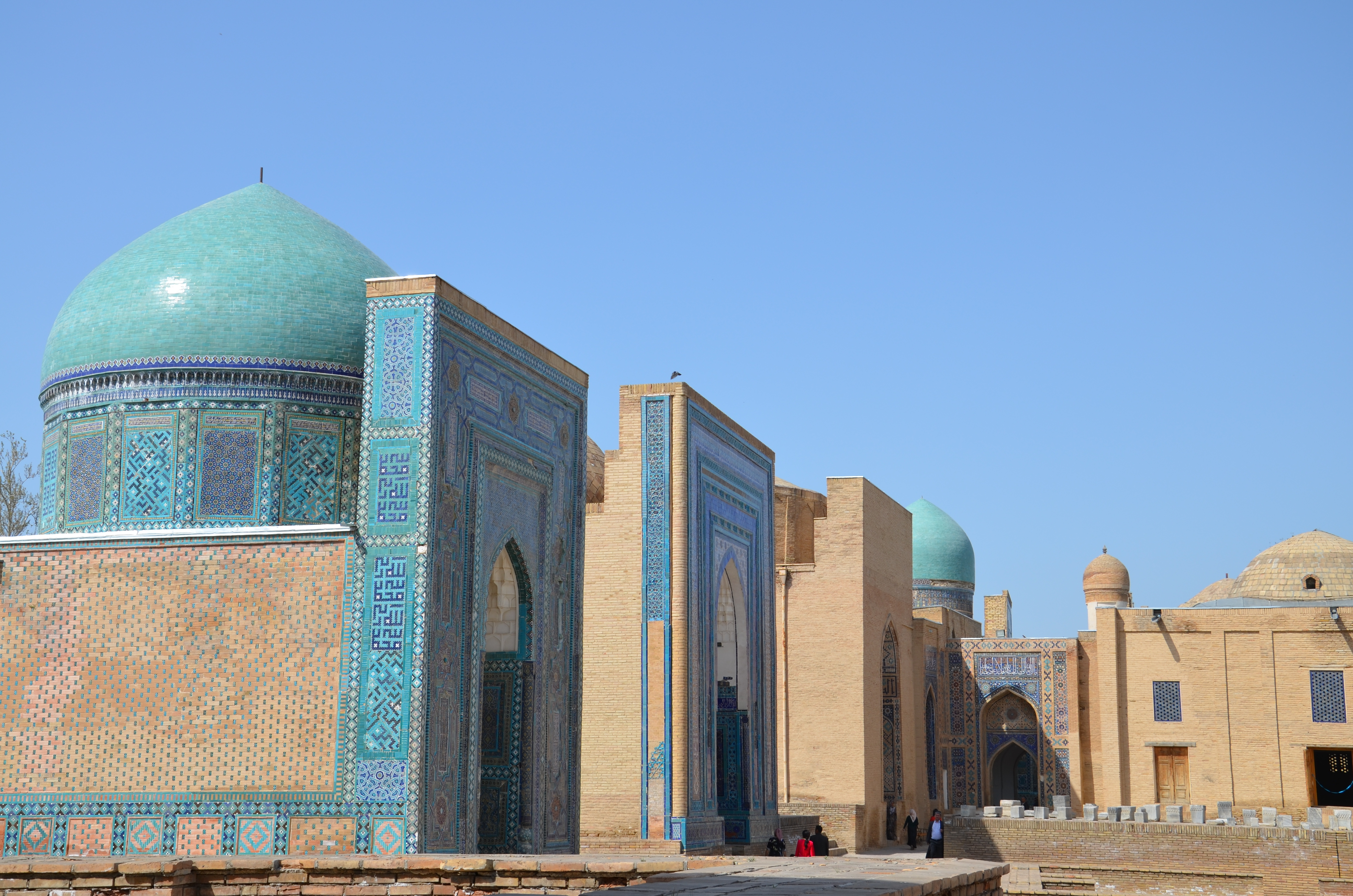
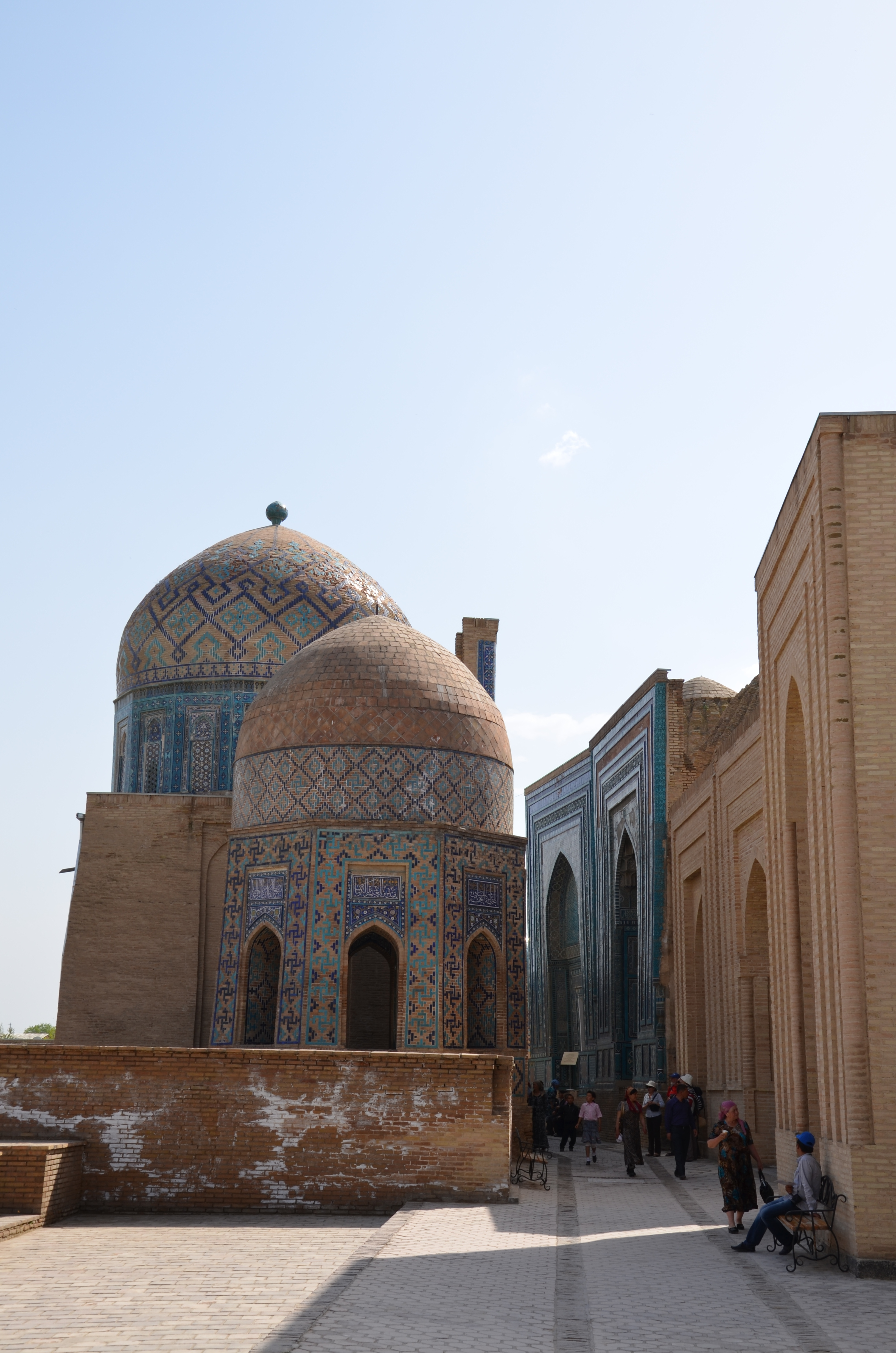